# Roland Stein (Fußballspieler)
Roland Stein (* 19. Januar 1973  in Strullendorf) ist ein ehemaliger deutscher Fußballspieler.
Mitte der 1990er Jahre stand er beim Regionalligisten TSV Vestenbergsgreuth unter Vertrag. Bekannt ist er dafür, dass er am 14. August 1994 in der 1. Hauptrunde des DFB-Pokals maßgeblich am Sieg von Vestenbergsgreuth über den damals amtierenden Deutschen Meister FC Bayern München beteiligt war. Stein erzielte in der 43. Minute den ersten und einzigen Treffer der Partie. Im späteren Verlauf erreichte Stein mit seinem Verein sogar das Achtelfinale und scheiterte dort nur knapp im Elfmeterschießen gegen den späteren Finalisten VfL Wolfsburg.
Sein Treffer ging in die Geschichte des DFB-Pokals ein. Bei der Eröffnung des DFB-Pokal „Walk of Fame“ im Mai 2014 vor dem Berliner Olympiastadion war er unter den ersten 13 aufgenommenen Spielern.
Im Jahr 1997 wechselte Stein zu Wacker Burghausen, das ebenfalls in der Regionalliga Süd spielte. Zur Saison 2001/02 wechselte er zum Zweitligaaufsteiger 1. FC Schweinfurt 05, für den er 7 Profispiele bestritt. Nach zwei weiteren Stationen beim 1. FC Sand und SV Pettstadt beendete er im Jahr 2008 seine Karriere.